# خسارة الاعتمادات المالية
خسارة الاعتمادات المالية يحدث ذلك عندما تُحرم الحكومة التي تتبع نهج الديمقراطية البرلمانية والتي تستخدم نظام وستمنستر أو أي نظام آخر مشتق منه من الحصول على الاعتمادات المالية بالخزينة أو أموال وزارة الخزانة، والتي من خلال أيهما يخوّل للمجلس أو المجالس البرلمانية دستوريًا منح الاعتمادات المالية أو رفضها. فالخسارة في التصويت المتعلق بالميزانية إحدى تلك الوسائل التي يمكن من خلالها الحرمان من الاعتمادات المالية. ويمكن تفسير خسارة الاعتمادات المالية على أنها إشارة إلى فقدان الثقة في الحكومة. ولا يعني ذلك أن «كافة القوانين المالية» هي بالضرورة اعتمادات مالية. فعلى سبيل المثال، في أستراليا، يتم تعريف الاعتمادات المالية بأنها «اعتمادات تستلزم أن تحصل عليها الحكومة للقيام بأعمالها اليومية».
وعندما تقع خسارة الاعتمادات المالية، يكون رئيس الوزراء مطالبًا بشكل عام إما بموجب العرف الدستوري أو بموجب التعليمات الدستورية الصريحة أن يقوم بـ:
- الاستقالة على الفور (متيحًا للأغلبية التي تمنع الاعتمادات فرصة تشكيل حكومة) أو
- السعي لحل البرلمان (ومن ثم إتاحة الفرصة لـ لجمهور الناخبين بإصدار حكم بشأن هذه المسألة).

ومع ذلك، لا تسمح بعض الدساتير بخيار حل البرلمان ولكن تسمح بحل الحكومة أو فرض الاستقالة.
في سياق متصل، يمكن أن تحدث أزمة مماثلة داخل النظام الرئاسي، فيما يعرف كذلك باسم أزمة الميزانية. وعلى عكس الأنظمة البرلمانية، قد لا يؤدي فشل السلطة التشريعية في التصريح بالإنفاق في كافة الأحوال إلى إجراء انتخابات، حيث تتمتع بعض هذه السلطات التشريعية بأجل محدود ومن ثم لا يمكن حلها قبل حلول تاريخ الإنهاء، الأمر الذي قد يتسبب في حدوث أزمة تستمر لفترة طويلة.
قد تتسبب الأزمة التي تنشأ بين رأس الدولة والهيئة التشريعية في قيام رأس الدولة بإقالة الحكومة المنتخبة قبل ميعادها، مما يتطلب السعي لإعادة الانتخابات. وإذا حافظت الحكومة على دعم أغلبية المشرّعين أو الممثلين البرلمانيين المنتخبين، فسيُنظر إلى حظر رأس الدولة للاعتمادات بوصفها إساءة استخدام السلطة أو النفوذ. ولهذا، قامت العديد من الدول الغربية بمنع أو تقييد حق رأس الدولة في حظر الاعتمادات أو استخدام حق الفيتو في ميزانية الحكومة ما لم يكن هناك مبرر أو سبب قوي لاتخاذ مثل هذا الإجراء. وإذا أبقت الحكومة على دعم البرلمان المنتخب، فيلزم أن يتم الموافقة على الميزانية في إطار الفترة المحددة أو الحصول على استحقاق أو سلطة أخرى تخوّل لها الموافقة على الميزانية؛ على أن يتم تحديدها من قِبل الأغلبية التشريعية للبرلمان.

## أمثلة لخسارة الاعتمادات المالية
- في عام 1909، صوت مجلس اللوردات بـ المملكة المتحدة ضد «ميزانية الشعب»، مما أدى إلى إجراء اثنين من الانتخابات العامة وسن قانون البرلمان لعام 1911، الذي يقلص من صلاحيات مجلس اللوردات.
- في الأزمة الدستورية في أستراليا 1975، أجّل مجلس الشيوخ عمدًا التصويت على مشروع قانون يفوّض الحكومة في عملية الاعتمادات المالية، حتى كان على رئيس الوزراء، جوف وايتلام، الدعوة لإجراء انتخابات مجلس النواب. ولاحقًا تمت إقالته على يد الحاكم العام، السير جون كير، على أساس رفض إما الاستقالة أو طلب الحل؛ وبدلاً من ذلك تمثل مسار عمله المقترح في شراء موارد مالية بديلة مستخدمًا الوسائل غير البرلمانية. (جدير بالذكر أن اتفاقية وستمنستر تستلزم إقالة الحكومة، أو حل البرلمان، بناءً على رفض الاعتمادات المالية، التي لم تحدث بعد، فقد تم ببساطة تأجيل عملية التصويت. ولهذا السبب، من بين أسباب أخرى، لا تزال شرعية إقالة حكومة وايتلام بموجب الأعراف الدستورية محل نقاش حتى يومنا هذا.)
- في إطار هزيمة حكومة جاريت فيتزجيرالد في التصويت على الموازنة في مجلس النواب بـ جمهورية أيرلندا عام 1982؛ سعى فيتزجيرالد على الفور ومُنح قرار بحل مجلس النواب.[2]
- في 9 مارس 2011، اعترض المجلس التشريعي في هونغ كونغ سبيل قرار الاعتمادات المؤقتة والتي كانت دائمًا ما تمثل، قبل عام 2011، مسألة إشكالية، ريثما يتم استئناف مناقشة القراءة الثانية والقراءة الثالثة من مشروع قانون الاعتمادات المالية من السنة المالية التي تبدأ من 1 أبريل، والتي عادةً ما تتم في منتصف أبريل. ولم يتم التصويت مطلقًا على قرارات الاعتمادات المالية بواسطة التصويت بالوقوف والجلوس حتى عام 2011. وقررت الحكومة، في اليوم التالي، مناقشة قرار آخر في يوم 16 مارس، مع تخصيص جزء فرعي لصالح المصروفات المتنوعة المنخفضة بمبلغ 500 مليون دولار هونغ كونغ، لمجرد التحايل على الشروط الواردة في القوانين الداخلية والتي بموجبها لا يمكن طرح المسألة السلبية على مائدة النقاش مرة أخرى.